# Polirematica
La polirematica, ellissi di parola polirematica (dal greco antico πολύς, "molto", e ῥηματικός, "verbale"), è un vocabolo caratterizzato da una speciale unità sintattica e semantica interna.
Alcuni esempi in italiano sono «gioco di carte» o «scala mobile», oppure espressioni come «nella misura in cui» o «buonanotte al secchio». Si tratta in generale di combinazioni di parole percepite dai parlanti come unità lessicali.
Dette formazioni sono indicate in differenti modi, soprattutto in base al contesto di ricerca: in lessicografia (Sabatini-Coletti, GRADIT, LIP) si parla di (unità) polirematica; in morfologia (Scalise 1994), di composto sintagmatico, in associazione e contrapposizione con le parole composte; in linguistica computazionale, di espressione multilessicale.
Altri termini che indicano lo stesso fenomeno sono unità lessicale superiore (Dardano 1978), lessema complesso (Voghera 1994; De Mauro / Voghera 1996), parola sintagmatica (Masini 2012) e parola complessa (Simone 2008).

## Generalità
Da un punto di vista sintattico, come costruzione la polirematica presenta analogie con il sintagma, ma presenta una coesione interna simile a quella di una normale parola e può essere riusata in contesti sintagmatici differenti. Da un punto di vista semantico, come locuzione il suo significato non è desumibile da quello delle parole che la compongono. I diversi tipi di polirematiche possono avere un maggiore o minore livello di coesione interna: in alcuni casi, queste parole composte da più parole vengono usate come un tutto unico.
A parte che per l'articolo, vi sono polirematiche tra tutte le parti del discorso. Seguono alcuni esempi in italiano:
- nome polirematico: ferro da stiro, luna di miele, ordine del giorno
- verbo polirematico: mettere in moto, rendersi conto, dare retta
- aggettivo polirematico: alla mano, acqua e sapone, usa e getta, chiavi in mano
- avverbio polirematico: più o meno
- pronome polirematico: lo stesso
- preposizione polirematica: quanto a
- congiunzione polirematica: fermo restando che
- interiezione polirematica: santo cielo

Le polirematiche rappresentano un fenomeno a metà strada tra morfologia e sintassi. Se tollerano solo in qualche caso l'intrusione di altre parole al proprio interno, permettono che i propri elementi si flettano a seconda del contesto sintagmatico in cui vengono usate: così, ad esempio, il verbo mettere in scena diventa ho messo in scena o metterò in scena a seconda dei casi. Come scrive Simone, "Le parole complesse sono [...] composte di parole autonome morfologicamente ma non sintatticamente".
Dalle parole composte (come camposanto, terremoto, dolceamaro, crocifiggere, malvolentieri, qualsiasi, notizia bomba ecc.) le polirematiche si differenziano per alcuni aspetti, come ad esempio il fatto di presentare elementi di raccordo espliciti (congiunzioni, preposizioni ecc.) e la maggiore facilità con cui si separano i suoi elementi costitutivi, anche se in generale esistono forti analogie tra i due fenomeni.
Vanno distinte dalle polirematiche anche le collocazioni (del tipo reazione inusitata, rimanere intatto, piangere di gioia, risultare assente, assente ingiustificato ecc.): in generale, da un punto di vista semantico, il significato delle collocazioni è trasparente, in quanto la testa riprende il significato della parola intesa come lessema isolato (in questo senso, piangere di gioia è un modo particolare di piangere, ma la polirematica luna di miele non è un particolare tipo di luna). In definitiva, la rigidità delle collocazioni è relativa all'asse paradigmatico, ma non a quello sintagmatico: così, ad esempio, la collocazione bandire un concorso può apparire nella forma passiva (il concorso è stato bandito), mentre ciò non è possibile nei cosiddetti "verbi a supporto" (che sono un tipo di verbo polirematico), del tipo prendere coraggio (*il coraggio è stato preso da lui, non da me).

## Proprietà
Le proprietà delle polirematiche interessano tanto la semantica quanto la sintassi. Tali proprietà non hanno valore categorico, ma solo tendenziale. Le polirematiche:
- vietano la sostituzione con sinonimi dei propri elementi costitutivi (camera a gas → *stanza a gas);
- non tollerano che tra i propri elementi si frappongano elementi estranei (biglietto da visita → *biglietto grosso da visita);
- vietano la dislocazione dei propri elementi costitutivi (*è di soggiorno quel permesso?) e in generale ogni cambiamento nell'ordine delle parole (*nero e bianco, *bassi e alti);
- vietano la pronominalizzazione dei propri elementi costitutivi (prestare attenzione: *Che cosa hai prestato? - Attenzione; cartone animato: *Quelli animati sono i cartoni che preferisco).[4]

In particolare, la maggiore o minore coesione interna pare dipendere dalla categoria grammaticale (o parte del discorso) a cui ciascuna polirematica appartiene. Preposizioni e congiunzioni appaiono più coese di avverbi e aggettivi, e questi ultimi più coesi dei nomi. Tra tutti i tipi di polirematica, sono i verbi a mantenere il minor grado di rigidità, in particolar modo nella testa: i verbi polirematici, insomma, non rinunciano ad avere una testa verbale atta a flettersi (faccio bene, fai bene, fa bene ecc.). D'altra parte, anche tra i vari verbi polirematici esistono diversi gradi di rigidità: l'espressione fare acqua è più rigida di prendere tempo (si può infatti dire prendere un po' di tempo). Quanto ai nomi, in alcuni casi mantengono le marche di numero (strada a scorrimento veloce, strade a scorrimento veloce), mentre in altri il numero è rigidamente singolare o plurale (anima viva, alte sfere).
Come le parole composte, anche le polirematiche possono essere endocentriche o esocentriche: nel primo caso, all'interno dell'espressione polirematica figura una testa; nel secondo caso, l'espressione risulta priva di testa. In italiano, i verbi sono sempre endocentrici, mentre si trovano strutture esocentriche tra i nomi (cessate il fuoco) e, soprattutto, tra aggettivi (acqua e sapone) e avverbi (di punto in bianco). In strutture che presentano una testa, questa può essere categoriale (in quanto determina la parte del discorso a cui la polirematica appartiene) o semantica (di modo che la polirematica è un iponimo della testa). Il nome polirematico letto a castello rinvia ad un iponimo di letto (in quanto il letto a castello è un tipo di letto). In alcuni casi, la testa categoriale non è testa semantica (la polirematica luna di miele non indica un tipo di luna): ciò rinvia ad una importante proprietà delle polirematiche, la loro idiomaticità. Il significato del nome polirematico luna di miele è infatti non composizionale, in quanto non si ricava dalla somma dei componenti (lo stesso accade nelle espressioni idiomatiche).

## Tipologie

### Verbi polirematici
Quando nell'espressione polirematica compare un verbo, esso può apparire in forma inflessibile, in quanto cristallizzata nella frase, ad esempio va e vieni; oppure per le polirematiche a base verbale, simili alle espressioni idiomatiche inglesi, il significato del verbo è alterato dalle altre parole, e si coniuga normalmente: ad esempio andare allo sbando o andare allo sbaraglio, in cui il significato del verbo andare è completamente trasformato.